# Павленко Людмила Василівна
Людмила Василівна Павленко (нар. 24 грудня 1970, Київ, УРСР) — українська футболістка, нападниця.

## Життєпис
Футбольну кар'єру розпочинала у київській «Арені», в складі якого дебютувала в першому офіційному розіграші жіночого чемпіонату СРСР. У 1992 році провела один поєдинок у кубку України. У Вищій лізі України дебютувала 25 квітня 1993 року в перемжному (2:0) поєдинку проти «Крим-Юні». Єдиним голом у чемпіонатах України відзначилася 13 червня 1993 року в переможному (6:0) домашньому поєлинку проти київської «Аліни». У 1994 році перебралася до «Аліни», а в 1995 році перебралася до «Спартака». 
У серпні 1995 року перейшла з київського «Спартака» до «Калужанки» разом із Оленою Вдовикою. Перший матч за «Калужанку» провела 1 вересня 1995 року в Москві проти команди «Серпа й Молота» (0:0). Першим голом за «Калужанку» відзначилася у воротах чебоксарської «Волжанки» 4 вересня (2:1).
У 1997 році повернулася до України, де підписала контракт зі «Сталлю-Нікою-ММК». У футболці макіївського клубу дебютувала  2 травня 1997 року в програному (0:3) виїзному поєдинку проти «Дончанки-Варги». У складі донецького клубу провела 6 матчів. У 2000 році провела 1 поєдинок у Вищій лізі за ірпінське «Динамо», після чого завершила футбольну кар'єру.

## Досягнення
- Вища ліга України
  -  Чемпіон (1): 1993
  -  Бронзовий призер (1): 1994